# ザラタン
ザラタン（英語: Zaratan）またはサラタン (Saratan, Sarathan) は、空想上の巨大な海亀または蟹である。船乗りが島と思い上陸するが、その島は実は巨大な生物だったという怪異譚は世界的に見られる。中東の伝説ではザラタンまたはサラタンとされる。

## ザラタン
ザラタンは巨大な架空の亀である。十三世紀のペルシア人学者ザカリーヤー・カズウィーニーの著作である『創造物の驚異』には、船乗り達が草木が茂る島と思いザラタンに上陸するも焚火の熱でザラタンが目を覚ましたという逸話が紹介されている。また、九世紀の文学者・動物学者であるアル・ジャーヒズは、自身の著作である『動物の書』の中で荒唐無稽な作り話としてザラタンの事を取り上げている。皮肉なことにジャーヒズの記録がザラタンの伝説を記した最も古いものの一つである。

## サラタン
サラタン(Saratan, Sarathan)は、"سرطان"でありアラビア語でカニ・蟹座または癌を意味する単語で、ラテン語の"Cancer"に相当する。
船乗りが島のように巨大な甲殻類である「サラタン」に遭遇する伝説が知られている。

### サラタンからザラタンへ
ホルヘ・ルイス・ボルヘスは幻獣辞典において、スペインのアラビア学者ミゲル・アシン・パラシオス(Miguel Asin Palacios)がスペイン語訳したアル・ジャーヒズの『動物の書』の一節を引用しているが、パラシオスの原文でサラタン(Saratan)と呼ばれる海洋甲殻類とする文を省いて引用した。また"Saratan"の翻字が使われていたにも係わらず、ボルヘスは"Zaratan"とした。更に幻獣辞典のザラタンの項では、サラタン以外に海亀や『聖ブレンダンの航海』に出てくる大怪魚ジャスコニイなども併せて紹介している。以上のような事が重なり、巨大な亀であるザラタンが生まれたと考えられる。

## ザラタンが登場する作品
- デジタル・デビル物語 女神転生II：島ほどの大きさのある巨大な亀として登場。
- ロマンシング サガ -ミンストレルソング-：大陸亀と呼ばれる亀のモンスターとして登場。
- ザラタン　大海の怪物:海にいるクモの化け物。
- 異世界はスマートフォンとともに。：山と間違えるほどに巨大な亀の魔獣として登場。数千年の眠りから目覚めて動き出した事で、周辺に棲んでいた動物や魔獣が集団暴走(スタンピード)を起こした。

## ザラタンにちなんだ命名
シージャックス社は保有する自走式ジャックアップ船にSeajacks Zaratan号と名付けている。